# الاكمة (بيت الجديد)

تعديل مصدري - تعديل

الاكمة محلة تابعة لقرية بيت الجديد، التابعة لعزلة سير بمديرية بعدان إحدى مديريات محافظة إب في الجمهورية اليمنية، بلغ تعداد سكانها 133 حسب تعداد اليمن لعام 2004.